# Rockland St Andrew
Rockland St Andrew var en civil parish fram till 1935 när den uppgick i civil parish Rockland All Saints and St. Andrews, i grevskapet Norfolk i England. Civil parish var belägen 5 km från Attleborough och hade 98 invånare år 1881.